# (481984) Cernunnos
(481984) Cernunnos est un astéroïde géocroiseur de type Amor.

## Description
(481984) Cernunnos est un astéroïde géocroiseur de type Amor. Il présente une orbite caractérisée par un demi-grand axe de 2,2 UA, une excentricité de 0,47 et une inclinaison de 9.46° par rapport à l'écliptique. Il a été découvert le 20 mai 2009 à Vicques par Michel Ory.
C’est, en 2018, l’un des rares astéroïdes géocroiseurs découverts par un amateur et numérotés.

## Compléments